# Ariza
Ariza è un comune spagnolo di 1 237 abitanti situato nella comunità autonoma dell'Aragona.